# Järvis örarna
Järvis örarna är en ögrupp i Houtskär i Finland. Den ligger i kommunen Pargas i landskapet Egentliga Finland, i den sydvästra delen av landet, 210 km väster om huvudstaden Helsingfors.
Järvis örarna består av Söderören, Husören, Ljusören samt ytterligare en namnlös ö.